# أنديرس بلي ويت
أنديرس بلي ويت هو سياسي أمريكي، ولد في 18 أغسطس 1980 في غريت فولز في الولايات المتحدة. نشط حزبياً في الحزب الديمقراطي. وقد انتخب عضو مجلس ولاية مونتانا ‏ وانتخب عضو مجلس نواب مونتانا ‏.